# Maternus Beringer
Maternus Beringer (getauft 17. März 1580 in Weißenburg in Bayern; †  nach 1632) war ein deutscher Kantor und Musiktheoretiker.

## Leben
Beringer wurde in Weißenburg als Sohn eines Steinmetzen und Stadtmeisters geboren. Im Jahre 1600 wurde er als Schuldiener angestellt und übernahm im folgenden Jahr von Richard Vogt das Kantorenamt. Ab 1611 ist Beringer als Diakon zunächst in Pappenheim nachweisbar, bis 1631 dann auf verschiedenen Pfarrstellen der Grafschaft Pappenheim. 
1601 hatte Beringer in Weißenburg ein erstes Mal, im September 1632 ein zweites Mal in Nördlingen geheiratet.

## Werke
- Musica, das ist die Singkunst, der lieben Jugend in Frag und Antwort verfasset, Nürnberg 1605
- Musicae, Das ist der Freyen lieblichen Singkunst Erster und Anderer Theil, Nürnberg 1610